# Enrique Fernando

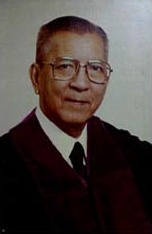
Enrique Fernando

Enrique Fernando (Siaton, 24 juli 1915 - Manilla, 13 oktober 2004) was een Filipijnse rechter en de 13e Opperrechter van het Filipijnse hooggerechtshof.

## Biografie
Fernando werd op 2 juli 1979 aangesteld door president Ferdinand Marcos als opvolger van Fred Castro, die was overleden aan een hartaanval. Zeven jaar later ging Fernando met pensioen na het bereiken van de voor rechters verplichte pensioenleeftijd van 70 jaar. Voor zijn benoeming tot opperrechter was Fernando al 10 jaar rechter van het hooggerechtshof. Fernando werd opgevolg als opperrechter door Felix Makasiar.
Fernando was samen met Claudio Teehankee sr. de langstzittende rechter die benoemd werden tijdens het bewind van Ferdinand Marcos. Enrique Fernando's stemgedrag zorgde ervoor dat hij bekend kwam te staan als Marcos gezind in tegenstelling tot Teehankee sr, die regelmatig tegen beslissingen van het Marcos bewind stemde. Toen Fernando met pensioen ging benoemde Marcos dan ook niet Teehankee sr. tot opperrechter, maar Felix Makasiar. Teehankee sr. werd pas na de val van Marcos door de nieuwe president Corazon Aquino benoemd tot opperrechter.